# サスペリアミステリー
『サスペリア』および『サスペリアミステリー』は、秋田書店が発行していた日本の少女漫画雑誌。

## 概要
月刊誌『サスペリア』として1987年に創刊された。誌名はホラー映画『サスペリア』に由来する。
ホラー漫画を中心に掲載していたが、ストーリー重視で人気に火がついた『悪魔の黙示録』（髙橋美由紀）と、アニメ化され魅力的なキャラクターで人気作となった『吸血姫美夕』（垣野内成美）の両作品のヒットにより、たんなるホラー漫画ジャンルだけではない読者の獲得に成功し発行部数を増やした。これにより、いくつか連載されていたホラー漫画の数も減ってゆき、ミステリー系の作品が増えることとなる。1990年代の終わり頃、ホラーブームの終焉から徐々に推理小説作品の漫画化に重点を移していき、2001年に誌名を『サスペリアミステリー』に変更した。
2006年の隔月刊化とともに、『キルト』や『新・カルラ舞う!』などのオリジナル作品を他誌に移し、ミステリー漫画雑誌として完全にリニューアルされた。2010年には再び月刊化された。
特に内田康夫との関係は良好で、「浅見光彦シリーズ」作品の漫画化だけでなく、映像化作品の特集やイベントのレポートなどに力を入れていた。
2012年8月24日発売の2012年10月特大号をもって休刊となり、創刊より25年の歴史に幕を閉じた。

## 歴史
- 1987年 - 月刊誌『サスペリア』として創刊。
- 2001年 - 11月号から『サスペリアミステリー』に誌名を変更。
- 2006年 - 1月24日発売の3月特大号から隔月刊化。
- 2010年 - 5月24日発売の7月号から月刊化。発売日は毎月24日。
- 2012年 - 8月24日発売の10月特大号を以って休刊[1]。

## 主な執筆者

### ホラー誌時代
- 千之ナイフ 『死太郎くん』『Dr.蝙蝠の奇妙な実験室』
- 髙橋美由紀 『悪魔の黙示録』『キルト』
- 垣野内成美 『吸血姫美夕』『吸血姫夕維』
- 秋乃茉莉 『幻獣の星座』
- なかがわらみか 『美術部シリーズ』『学校の怪人シリーズ』
- 永久保貴一 『新・カルラ舞う!』
- 甲斐さゆみ 『実録!看護婦物語』
- 大塚あきら、猫島礼 『悪夢の招待状』
- 古賀新一 『エコエコアザラク II』
- 吉川うたた 『東雲寮奇譚』『黄昏堂へようこそ』
- 破邪 『学校の怪談 アブナイ女教師篇』
- 木村和昭 『アンラッキー・幸子』
- 武内香菜 『悪魔少女モモちゃん』
- 北川靖盛 『くるくる』
- 菅生誠司・沖本秀子 『フィードバック』
- 真崎春望 『暗闇の鎮魂歌』
- 日野日出志
- 犬木加奈子 『プレゼント』『恐怖メルヘン』
- 黒田実
- 御茶漬海苔 『恐怖実験室』
- つのだじろう 『学園七不思議』
- サイキ敬子
- 田中雅子 『アルスの翼』【未完】
- 葉月秋子
- 原ちえこ
- 小山田いく
- ひたか良
- 柿崎普美
- 沖田有美子『鬼界一族』
- 服部あゆみ
- 水城隼 『必殺始末人』
- 藤田素子 『死の迷路』
- 木村知夫 『必殺仕置長屋』：増刊号『ZOKUZOKU』に3話掲載後、『コミック時代活劇』（ホーム社）にて再掲載、その後オリジナル作品にて連載された。

### ミステリ誌時代
- 山崎理、川守田游、金子玲美、井澗千代美 『特命捜査官清水くんシリーズ』『アームチェア・ディテクティブ 浜野くんシリーズ』
- 金子玲美（金子レミ）、月嶋つぐ美（井澗千代美） 『殺し屋教師・田中一朗の事件簿』『天使的探偵団』
- 長尾文子 『金田一耕助の事件簿』（横溝正史原作） 『シベリア超特急』（水野晴郎原作）
- たまいまきこ 『浅見光彦シリーズ』（内田康夫原作）
- 宗美智子 『十津川警部の事件簿』（西村京太郎原作）
- 風祭壮太 『法月綸太郎の事件簿』（法月綸太郎原作）
- 鳥羽笙子
- あさみさとる 『二階堂蘭子の事件簿』（二階堂黎人原作）
- 時友美如 『令嬢探偵・キャサリンシリーズ』（山村美紗原作）
- 大塚あきら 『狩野俊介の事件簿』（太田忠司原作）
- 大橋薫 『タック&タカチの事件簿』（西澤保彦原作）
- 浦川まさる
- 河内実加 『渋柿信介の事件簿』（二階堂黎人原作『ボクちゃん探偵シリーズ』）
- ねもと章子 『シャーロック・ホームズシリーズ』（サー・アーサー・コナン・ドイル原作）
- 『ブラック・ジャックM』 手塚治虫の同作品を複数作家がリメイクしたシリーズ。
- 大舞キリコ 『探偵神宮寺三郎』同名アドベンチャーゲームの漫画化。
- 香椎オルカ 『此花』同名アドベンチャーゲームの漫画化。
- 服部あゆみ 『かまいたちの夜』『かまいたちの夜2 監獄島のわらべ唄』同名アドベンチャーゲームの漫画化。

## 単行本レーベル

### ホラーコミックス
- ホラーコミックス - 『サスペリア』掲載作品などを刊行する新書判のレーベル。
- ホラーコミックススペシャル - 『サスペリア』および後継誌『サスペリアミステリー』掲載作品を刊行するB6判のレーベル。

### サスペリアミステリーコミックス
- サスペリアミステリーコミックス - 『サスペリア』および『サスペリアミステリー』掲載作品を刊行するレーベル

テキストページ執筆者
- 二階堂黎人
- 川守田游
- 赤川次郎
- 早見裕司